# الجودة الاجتماعية
الجودة الاجتماعية هي طريقة لفهم المجتمع وهي أيضًا ذات صلة بالسياسة الاجتماعية والعامة. تهتم النوعية الاجتماعية بالعناصر التي ينبغي أن تشكل مجتمعًا جيدًا أو لائقًا. وأسهمت في مجموعة الأعمال المتعلقة لفهم التقدم الاجتماعي الذي يتجاوز الناتج المحلي الإجمالي، مع الأخذ بعين الاعتبار عمل منظمة التعاون والتنمية في الميدان الاقتصادي والمؤسسة الأوروبية لتحسين ظروف المعيشة والعمل. بينما ركزت معظم المناهج على اقتصاديات أو سيكولوجية الرفاهية ، يمكن أن تساعد الجودة الاجتماعية في فهم الظروف الاجتماعية التي تمكن الإنسان من الازدهار.

## الوصف
هناك أربعة عناصر موضحة في الرسم البياني.  يشير الأمن الاقتصادي إلى الظروف المادية التي تمكن الناس من الحصول على منظور طويل الأمد لحياتهم وثقتهم بالمستقبل. يمكن أن يشمل ذلك السياسات الاجتماعية، مثل المعاشات التقاعدية والضمان الاجتماعي، التي تضمن ذلك. يشمل أيضًا الظروف الاقتصادية التي تمكن الناس من الشعور بالأمان لأن لديهم دخلًا كافيًا لتغطية احتياجاتهم الأساسية. يشير التماسك الاجتماعي إلى الروابط التي تربط المجتمعات ببعضها، والمستمدة من عمل «إميل دوركايم». يأخذ بعين الاعتبار عمل «إميل دوركايم»  في العلاقات الأخلاقية والاجتماعية بين أفراد المجتمع والفئات الاجتماعية، وتتضمن عوامل مثل الثقة في الآخرين، والثقة في المؤسسات الاجتماعية، والشعور بالهوية، والوعي الجماعي، والتضامن والالتزام بالصالح العام للمجتمع. يشير الإدماج الاجتماعي إلى الطريقة التي يجري بواسطتها إدماج الأفراد والفئات الاجتماعية في المجتمع، إما من خلال العمالة والشبكات والأسرة وإما من خلال الوصول إلى الدعم الاجتماعي بأنواعه المختلفة، يمكن أن يأتي ذلك من خلال الدعم من الأفراد الآخرين أو من السياسات الاجتماعية. ويمكن أن تكون السياسات الاجتماعية التي تعزز الإدماج الاجتماعي ذات أهمية وتحد من الفقر وتتصدى لأشكال الاستبعاد الاجتماعي الأخرى. يشير التمكين الاجتماعي إلى الظروف التي تساعد الناس في المشاركة في مجتمعهم، مثل التمتع بصحة جيدة والتعليم وفرص ديمقراطية للمشاركة، مثل التصويت والانضمام إلى المجتمع المدني. ويعني أيضًا الشعور بالقوة، والقدرة على السيطرة على ظروف المرء. إنه مستمد من عمل الفيلسوف «امرتيريا سن» الذي يقترح أن الناس بحاجة إلى القدرة على القيام بالأشياء التي يرغبون بالقيام بها.
وعلاوة على ذلك، فإن نهج الجودة الاجتماعية هو في الأساس ارتباطي. يؤكد على مجال معقد من العوامل المشروطة والدستورية والمعيارية. وهي:١-الأمن الاجتماعي - الاقتصادي، والتماسك الاجتماعي، والإدماج الاجتماعي، والتمكين الاجتماعي؛ ٢- الأمن الشخصي/البشري، والاعتراف الاجتماعي، والاستجابة الاجتماعية، والقدرة الشخصية/ البشرية؛ ٣- العدالة الاجتماعية (والإنصاف)، والتضامن، والتقييم المتساوي، والكرامة الإنسانية. من منظور آخر، ترفض وجهة نظر الفيلسوف «دوركهايم» تجاه المجتمع باعتباره حقيقة اجتماعية مستقلة ذات طابع خاص؛ من ناحية أخرى، فإنه يؤهل نهج العالم سين لأن الجودة الاجتماعية لا تركز في المقام الأول على الجانب الذاتي والأفراد داخل المجتمع؛ بل على تكوين المجتمع أيضًا عن طريق الأشخاص الذين يصنعون الإبداع في حياتهم اليومية ومع هذا المجتمع.

## الأصول والتنمية
بدأت فكرة الجودة الاجتماعية على شكل مشروع للاتحاد الأوروبي بين مجموعة من علماء الاجتماع، المهتمين بتطوير طريقة أفضل للمضي قدمًا في السياسات الاجتماعية في أوروبا.   في وقت لاحق شهد المفهوم بعض التطور الأساسي. من الناحية التجريبية، تطور من بين أمور أخرى بواسطة «باميلا أبوت» «كلير والاس» و« وروجر البسفور» الذين أجروا بحثًا في كيفية تطوير النموذج بشكل تجريبي في أوروبا، وأوروبا الشرقية وآسيا الوسطى والصين ورواندا. استخدموا تنوعًا مختلفًا، بالنظر إلى التأثير على الرفاهية، قيست نتيجة الرضا عن الحياة والازدهار البشري من أجل فهم كيفية عمل الجودة الاجتماعية في تعزيز رفاهية الناس في المجتمع.     ظهر هذا العمل التجريبي إلى حد كبير والذي قام به الزملاء في آسيا، لا سيما «كالين» ومن التطورات الأخرى التحول الملحوظ نحو الأسئلة المتعلقة بـ «الاستدامة النهائية». يعد «لوران فان دير مايسن» المؤيد الرئيسي لهذا التطور. حسب ورقة العمل، فإن "الاستراتيجيات والسياسات الدولية والوطنية (والحضرية) للتنمية من أجل الاستدامة" الشاملة "لا يجب أن تركز بقوة فقط على التنمية نحو استدامة المدن نفسها (الاستدامة الداخلية) وإنما في الوقت نفسه، على معالجة التنمية نحو استدامة محيط المدن، أي المناطق النائية. 
حافظت على خط أكثر تقليدية من قبل بيتر هيرمان الذي كان منذ نهاية التسعينيات مستشارًا للمؤسسة الأوروبية آنذاك، ولاحقًا للرابطة الدولية للجودة الاجتماعية. يدعي أنه يجب إعادة تصور المؤشرات. إنها ليست أدوات قياس فريدة من نوعها، بل هي أدوات لتطوير فهم للقضايا والاتجاهات المعقدة. وعلى هذا النحو، يجب أن يستدلوا بانعكاس مفاهيمي سليم لما يبحثون عنه. من ناحية أخرى، هيرمان بالأهمية المنهجية والنظرية للتفكير في الجودة الاجتماعية، على الأقل يؤهل التوجه التجريبي. من ناحية أخرى، على الرغم من أن هذا لا يتعارض مع التوجه بشأن الاستدامة، فإن «هيرمان» يؤكد على الحاجة إلى إعادة توجيه المناقشات حول «نوع الاقتصاد القائم» بدلاً من الحفاظ على الانقسامات والانفصال والتسلسل الهرمي بين مختلف مجالات التنمية المجتمعية. وقد فصل ذلك في كتاب عن تعريف السياسة الاجتماعية على أنها مسألة تتعلق بإنتاج المجتمع.